# Заросший пруд (картина Поленова)
«Заро́сший пруд» — пейзаж русского художника Василия Поленова (1844—1927), оконченный в 1879 году. Принадлежит Государственной Третьяковской галерее (инв. 10460). Размер — 80 × 124,7 см. Вид, изображённый на полотне, обобщает разные впечатления художника. Несколько этюдов для картины были написаны Поленовым в 1877 году, когда он навещал своих родителей в деревне Петрушки под Киевом. Работа над полотном была завершена в начале 1879 года в Москве.
Картина «Заросший пруд» экспонировалась на московской части 7-й выставки Товарищества передвижных художественных выставок («передвижников»), открывшейся в апреле 1879 года. В течение нескольких десятилетий полотно находилось в частных собраниях, а затем, в 1928 году, оно было приобретено Государственной Третьяковской галереей.
Вместе с двумя другими произведениями Поленова конца 1870-х годов — картинами «Московский дворик» и «Бабушкин сад» — полотно «Заросший пруд» относят к «своеобразной лирико-философской трилогии художника». По мнению искусствоведа Алексея Фёдорова-Давыдова, в картине «Заросший пруд» Поленову удалось «с наибольшей силой и живописной красотой» выразить «реальную, но овеянную своеобразной романтикой поэзию природы». Искусствовед Тамара Юрова отмечала, что эта картина «завершала определённый этап творчества Поленова, знаменовала наступление творческой зрелости».

## История
В 1873—1876 годах Василий Поленов жил и работал в Париже, а затем вернулся в Россию. В 1876 году, присоединившись к русской добровольческой армии, принимавшей участие в Сербско-турецкой войне, он направился в район боевых действий, где создал ряд рисунков по мотивам своих батальных впечатлений. В июне 1877 года художник приехал в Москву и снял квартиру в Дурновском переулке близ Спаса на Песках — по-видимому, именно там летом того же года была начата работа над картинами «Московский дворик» и «Бабушкин сад».
5 июля 1877 года родители художника — Дмитрий Васильевич и Мария Алексеевна — пригласили его к себе на дачу, которая находилась в деревне Петрушки под Киевом. Во время поездки в Киевскую губернию — скорее всего, в августе — Поленов создал несколько этюдов, которые впоследствии были использованы им при работе над полотнами «Заросший пруд» и «Лето». Сентябрь 1877 года Поленов провёл в Ольшанке — имении его бабушки Веры Николаевны Воейковой, расположенном в Борисоглебском уезде Тамбовской губернии. Там им была написана небольшая картина «Пруд в парке. Ольшанка» (дерево, масло, 24 × 33,6 см, ГТГ, инв. 11149).
В конце 1877 — начале 1878 годов Поленов снова находился в районе боевых действий — на этот раз, на болгарском фронте Русско-турецкой войны, где он выполнял обязанности художника при штабе русской армии. После возвращения в Москву Поленов снял другую квартиру — в доме Олсуфьева на Девичьем поле в Хамовниках. Художник жил там с июля 1878 года по осень 1881 года, и именно там, начиная с лета 1878 года, он работал над полотном «Заросший пруд», завершив его создание в начале 1879 года.
23 февраля 1879 года в Санкт-Петербурге открылась 7-я выставка Товарищества передвижных художественных выставок («передвижников»), которая работала до 25 марта, а затем переместилась в Москву, где продолжила свою работу 22 апреля. На петербургской части выставки картины «Заросший пруд» не было — в каталоге были упомянуты три другие картины Поленова — «Удильщики», «Бабушкин сад» и «Лето». Полотно «Заросший пруд» экспонировалось на московской части 7-й передвижной выставки, вместе с поленовскими картинами «Бабушкин сад», «Речка» и «Летнее утро» (неизвестно, было ли это альтернативное название для «Лета» или другое полотно). Художественный критик из «Московских ведомостей» писал, что в картине «Заросший пруд» Поленов проявил себя как романтик: «это не есть пруд „вообще“», у него есть «своя история», «это то, что у немцев называется Stimmungsbild, такие картины рассчитаны на то, чтобы дать вам, прежде всего, „настроение“, и составляют в живописи приблизительно то же самое, что в поэзии составляет „элегия“».
На следующий год картина «Заросший пруд» выставлялась на петербургской части 8-й передвижной выставки, открывшейся 6 марта 1880 года. Картина также входила в экспозицию Всероссийской промышленно-художественной выставки 1882 года, состоявшейся в Москве. В дальнейшем владельцами картины «Заросший пруд» были Е. А. Сапожникова и Я. И. Ачаркан. У последнего полотно было приобретено в 1928 году Третьяковской галереей.
Картина экспонировалась на ряде прочих выставок, в том числе на персональных выставках Поленова, состоявшихся в 1969 году в Ленинграде и в 1994—1995 годах в Москве и Санкт-Петербурге. В 1971—1972 годах полотно принимало участие в выставке «Пейзажная живопись передвижников» (Киев, Ленинград, Минск, Москва), приуроченной к столетию ТПХВ. С выставками картина побывала в ряде зарубежных городов — Белграде (1970), Бухаресте (1973), Варшаве (1973), Берлине (1976), Вашингтоне, Чикаго, Бостоне, Лос-Анджелесе (1986—1987), Кёльне, Цюрихе (1990) и Вуппертале (2005—2006). Полотно было одним из экспонатов юбилейной выставки к 175-летию со дня рождения Поленова, проходившей с октября 2019 года по февраль 2020 года в Новой Третьяковке на Крымском Валу.
В настоящее время картина «Заросший пруд» выставляется в зале № 35 основного здания Третьяковской галереи в Лаврушинском переулке.

## Описание
Вид, изображённый на полотне «Заросший пруд», обобщает разные впечатления художника. На картине изображена часть пруда, у правого края которого находятся мостки. На переднем плане — берег с зелёной травой и полевыми цветами, на заднем — деревья окружающего пруд парка. Впечатление обширности парка достигается тем, что на полотне показаны только нижние части стволов и склонившиеся к воде ветви — художник «срезает вершины деревьев рамой, как бы приближает всё изображение к зрителю». Кроме этого, в просвете слева намечено продолжение парка, значительно удалённое в перспективе от прибрежных деревьев. Бо́льшая часть картины, включая поверхность воды и растительность, написана с помощью разнообразных оттенков зелёного цвета. Зеркальная гладь пруда усыпана островками водяных лилий.
В верхнем левом углу картины виден небольшой кусочек голубого неба с облаками — его светлое отражение на водной поверхности находится в нижней части, у левого края полотна. В светлых тонах изображены также мостки и подходящая к ним тропинка. За счёт этого взгляд зрителя направляется в глубину, туда, где на скамейке сидит молодая женщина в светлом платье, фигура которой почти «растворилась» в пейзаже. Её задумчивый облик находится в гармонии с окружающей природой, пребывающей в «состоянии внутренней погружённости». Моделью для фигуры сидящей женщины послужила сестра-близнец художника — Вера Дмитриевна Хрущова (1844—1881, встречается также написание «Хрущёва»).
Фрагменты картины «Заросший пруд»

## Этюды и повторения
Несколько этюдов для картины «Заросший пруд» были написаны Поленовым в 1877 году, когда он навещал своих родителей в деревне Петрушки под Киевом.
Поленов также написал уменьшенный вариант полотна «Заросший пруд» (1880, холст, масло, 44 × 64,5 см, Государственный Русский музей, инв. Ж-4212), на котором изображена фигура стоящей женщины. Моделью для неё, так же как и для большого полотна, послужила Вера Хрущова. Этот вариант, ранее находившийся в собрании В. И. Дворищина, поступил в Государственный Русский музей в 1946 году через Ленинградскую государственную закупочную комиссию (ЛГЗК).
Другой вариант картины «Заросший пруд» (холст, масло, 30 × 58 см, инв. Ж-293) хранится в Одесском художественном музее. По одним сведениям, он является авторским повторением, по другим — этюдом.
Ещё одно авторское повторение картины «Заросший пруд» хранится в частном собрании. Кроме этого, известно о существовании варианта под названием «Заросший прудик» (1880) из собрания московского коллекционера А. М. Колударова, который экспонировался на персональной выставке Поленова, проходившей в 1950 году в Москве.

## Отзывы
Искусствовед Ольга Лясковская писала, что при работе над полотном «Заросший пруд» Поленов «стремился к уравновешенности композиции, к общему впечатлению картинности». По её словам, художник «своеобразно и правдиво» передал фактуру травы и листвы, а также красиво обобщил «окутанные туманом далёкие купы деревьев и уголок голубого неба с облаком, отражающийся в воде».
В монографии о творчестве Поленова искусствовед Тамара Юрова писала, что живопись картины «Заросший пруд», почти полностью построенная на градациях зелёного цвета, «обнаруживает высокое мастерство Поленова-колориста», а «тонко разработанная в оттенках зелёная гамма отличается исключительной красотой и богатством нюансировки». При этом создаётся впечатление, что «в пейзаже нет двух абсолютно одинаковых тонов», а также нет той «несколько нейтральной краски, которая сплошь покрывала отдельные куски холста в „Московском дворике“». По словам Юровой, картина «Заросший пруд» «завершала определённый этап творчества Поленова, знаменовала наступление творческой зрелости».
По мнению искусствоведа Алексея Фёдорова-Давыдова, в картине «Заросший пруд» Поленову удалось «с наибольшей силой и живописной красотой» выразить «реальную, но овеянную своеобразной романтикой поэзию природы». По его словам, «при всей интимности мотива» поленовский пейзаж получился совсем не камерным, а наоборот, возвышенным и особенно значительным «в своей синтетической обобщённости образа». Фёдоров-Давыдов отмечал, что «и известная звучность красок, и строгая распланированность, и, наконец, тот момент романтичности, который ощутим в этом пейзаже», позволяют говорить о его «родственности» пейзажам Фёдора Васильева.
По словам искусствоведа Элеоноры Пастон, написанные в конце 1870-х годов поленовские полотна «Московский дворик», «Бабушкин сад» и «Заросший пруд» составляют «своеобразную лирико-философскую трилогию художника». В монографии о творчестве художника она отмечала, что в пейзаже «Заросший пруд» «в изображении старого парка, торжественного в своей монументальной величавости, преобладает возвышенно-мечтательное настроение», которое «подчёркнуто хрупкой неподвижно-задумчивой фигурой женщины, одиноко выделяющейся на фоне тёмных деревьев, раскинувшихся могучим шатром и как бы служащих ей надёжным убежищем». Пастон писала, что «тема ухода от тягот действительности в мир природы», начатая Поленовым в этой картине, впоследствии получила развитие в его произведениях 1880-х и 1890-х годов, а также в творчестве одного из молодых друзей Поленова — Михаила Нестерова.